# 光莉あん
光莉 あん（ひかり あん、3月3日 - ）は、元宝塚歌劇団星組娘役。
奈良県生駒市、同志社女子高校出身。身長161cm。愛称は「ならまゆ」、「まゆっち」。

## 来歴
2016年4月、宝塚音楽学校入学。
2018年4月、宝塚歌劇団に104期生として入団。入団時の成績は36番。星組宝塚大劇場公演『ANOTHER WORLD／Killer Rouge』で初舞台。
2023年2月、『ディミトリ〜曙光に散る、紫の花〜／JAGUAR BEAT-ジャガービート-』東京公演千秋楽をもって、宝塚歌劇団を退団。

## 主な舞台

### 初舞台公演
- 2018年3月～6月、 『ANOTHER WORLD／Killer Rouge』（宝塚大劇場）

### 星組配属後
- 2018年4月～7月、『ANOTHER WORLD／Killer Rouge』
- 2019年1月～3月、『霧深きエルベのほとり／ESTRELLAS～星たち～』
- 2019年7～10月、『GOD OF STARS -食聖-／Éclair Brillant（エクレール ブリアン）』
- 2020年2～3月、『眩耀の谷〜舞い降りた新星〜／Ray-星の光線-』（宝塚大劇場）
- 2020年7～9月、『眩耀の谷〜舞い降りた新星〜／Ray-星の光線-』（東京宝塚劇場）
- 2021年2～5月、『ロミオとジュリエット』
- 2021年9～12月、『柳生忍法帖／モアー・ダンディズム!』新人公演：お浜（本役：澄華あまね）
- 2022年4～7月、『めぐり会いは再び next generation -真夜中の依頼人（ミッドナイト・ガールフレンド）-／Gran Cantante（グラン カンタンテ）!!』新人公演：プリンセス・ネージュ（本役：華雪りら）
- 2022年11月～2023年2月、『ディミトリ〜曙光に散る、紫の花〜／JAGUAR BEAT-ジャガービート-』新人公演：香辛料屋　退団公演

## 出演イベント
- 2019年4月、「中山寺　無縁経大会式」